# Galactia incana
Galactia incana är en ärtväxtart som först beskrevs av Joseph Nelson Rose, och fick sitt nu gällande namn av Paul Carpenter Standley. Galactia incana ingår i släktet Galactia och familjen ärtväxter. Inga underarter finns listade i Catalogue of Life.